# Шрома (Лагодехский муниципалитет)
Шрома (груз. შრომა) — село в Грузии, в муниципалитете Лагодехи края Кахетия.

## География
Село расположено в восточной части края, в 1 километре по прямой к юго-западу от центра муниципалитета Лагодехи. Высота центра — 420 метров над уровнем моря.

## История
Колхозы «Шрома» и «Ленинис андердзи»
В советское время в селе действовали два колхоза: колхоз «Шрома» Лагодехского района (председатель — Эраст Георгиевич Самаргвелиани) и «Ленинис андердзи» Лагодехского района (председатель — Георгий Александрович Гочелашвили).
В колхозе «Шрома» трудились Герои Социалистического Труда агроном Шалва Николаевич Ломидзе, бригадиры Илья Константинович Апакидзе, Иосиф Георгиевич Зурашвили, Илья Бессарионович Натрошвили (лишён звания в 1962 году), звеньевые Сергей Алексеевич Блиадзе, Хвтисо Ильич Бегиашвили, Авраам Ильич Инашвили, Этери Георгиевна Камаридзе, Тит Алексеевич Бутлиашвили, Вахтанг Николаевич Гоголадзе, Алексей Иванович Мадзгарашвили, Гайоз Николаевич Тандилашвили и Иосиф Георгиевич Шихашвили.
В колхозе «Ленинис андердзи» трудились Герои Социалистического Труда бригадиры Георгий Григорьевич Джибгашвили, Георгий Иванович Кочламазашвили, звеньевые Александр Сабович Бенашвили, Геронтий Арсенович Вачадзе, Поре Георгиевич Джибгашвили, Николай Сабаевич Мчедлишвили и Захар Георгиевич Сабиашвили.

## Население
По данным переписи населения 2014 года, в селе проживало 1299 человек.
| Год  | Население | Мужчины | Женщины |
| ---- | --------- | ------- | ------- |
| 2002 | 1702      | 811     | 891     |
| 2014 | 1299      | 634     | 665     |